# 旧民主党
旧民主党（きゅうみんしゅとう）とは、かつて存在した「民主党」という政党を指す呼称である。
- 日本においては、民主党 (日本 1998-2016)が民進党に改名する以前は、民主党 (日本 1996-1998)を指す呼称として使われていた。
- その他の旧民主党に関しては、民主党を参照。

## 旧民主党勢力

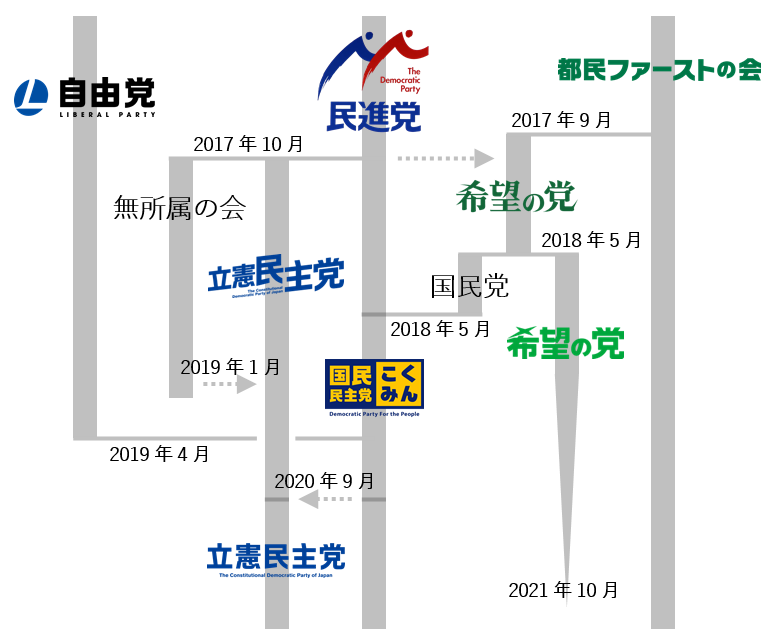

第48回衆議院議員総選挙を機に民進党が希望の党と旧立憲民主党に分裂、民進党に残っていた議員が希望の党に移籍した議員と合同して旧国民民主党を結党した。その後の政党再編により、2020年に現立憲民主党と現国民民主党が成立した。民進党分裂後に結成された民主党の流れをくむ政治勢力を「旧民主党勢力」と呼ぶことがある。
第50回衆議院議員総選挙後における旧民主党勢力は以下の通りである。
- 立憲民主党及び同党の院内会派に所属する無所属議員
- 国民民主党及び同党の院内会派に所属する無所属議員
- 院内会派有志の会に所属する無所属議員